# Jelle Klaasen
Jelle Klaasen (Alphen, 1984. október 17. –) holland dartsjátékos. 2004-től 2007-ig a British Darts Organisation, majd 2007-től 2021-ig és 2024-től a Professional Darts Corporation tagja. 2022 és 2023 között a World Darts Federation versenyein indult. 2006-ban világbajnoki címet szerzett a BDO-nál. Beceneve "The Cobra".

## Pályafutása

### BDO
Klaasen 2003 és 2007 között a BDO szervezetnél játszott.
Első világbajnokságán, 2006-ban döntőbe került, ahol a címvédő négyszeres BDO világbajnokot, Raymond van Barneveldet verte meg 7–5-re, így 21 évesen és 90 naposan rögtön világbajnok lett. Ezzel máig a szervezet legfiatalabb világbajnoka.
2007-ben már nem sikerült ilyen jól a világbajnokság számára, mivel már az első körben kiesett honfitársa, Co Stompé ellen. A világbajnokság után, 2007 januárjában elhagyta a BDO-t és átszerződött a profik közé a PDC-hez.

### PDC
A PDC-nél az első világbajnokságát nem kezdte jól, mert már az első körben búcsúzott honfitársa Vincent van der Voort ellen.
2009-ben már a negyeddöntőig menetelt, ahol a későbbi döntős Raymond van Barneveldtől szenvedett 5–1-es vereséget.
A következő két világbajnokságon (2010 és 2011) mindkétszer már az első körben kiesett először a walesi Barrie Bates, majd az angol Stewe Brown ellen.
2012-ben James Wade-től kapott ki a második körben, így rögtön elég hamar búcsúzni kényszerült.
Klaasen a 2013-as világbajnokságra nem tudta kvalifikálni magát, így a következő vb-je a 2014-es volt. Itt sem sikerült sokáig jutnia, mivel már megint az első kör volt a végállomás számára, ezúttal Jamie Caven ütötte ki.
2015-ben a későbbi világbajnok Gary Anderson ellen kapott ki a második körben egy szoros mérkőzésen 4–3-ra.
A 2016-os PDC világbajnokságon már jobb teljesítményt nyújtott és egészen az elődöntőig jutott. A harmadik körben óriási meglepetésre a 16-szoros világbajnokot, Phil Taylort is búcsúztatta. A negyeddöntőben nagy hátrányból sikerült visszaküzdenie magát, és végül megnyerte a mérkőzést Alan Norris ellen. Az elődöntőben a címvédő Gary Anderson volt az ellenfele, aki viszont már nagyon simán 6–0-ra verte meg Klaasent.
2017-ben a világbajnokságon a harmadik körig jutott, ahol Dave Chisnall-tól kapott ki 4–2-re.
A következő világbajnokságon (2018), Klaasen már az első körben elbukott honfitársa Jan Dekker ellen és kiesett.

## Világbajnoki szereplései

### BDO
- 2006: Győztes ( Raymond van Barneveld ellen 7–5)
- 2007: Első kör (vereség  Co Stompé ellen 0–3)

### PDC
- 2008: Első kör (vereség  Vincent van der Voort ellen 2–3)
- 2009: Negyeddöntő (vereség  Raymond van Barneveld ellen 1–5)
- 2010: Első kör (vereség  Barrie Bates ellen 1–3)
- 2011: Első kör (vereség  Steve Brown ellen 1–3)
- 2012: Második kör (vereség  James Wade ellen 0–4)
- 2014: Első kör (vereség  Jamie Caven ellen 1–3)
- 2015: Második kör (vereség  Gary Anderson ellen 3–4)
- 2016: Elődöntő (vereség  Gary Anderson ellen 0–6)
- 2017: Harmadik kör (vereség  Dave Chisnall ellen 2–4)
- 2018: Első kör (vereség  Jan Dekker ellen 1–3)
- 2019: Második kör (vereség  Keegan Brown ellen 1–3)
- 2020: Második kör (vereség  Michael van Gerwen ellen 1–3)

### WDF
- 2023: Elődöntő (vereség  Chris Landman ellen 3–5)

## Döntői

### BDO nagytornák: 1 döntős szereplés
| Történet                 |
| BDO Világbajnokság (1–0) |

| Eredmény | Sorszám | Év   | Bajnokság          | Ellenfél a döntőben   | Pontok   |
| Győztes  | 1.      | 2006 | BDO Világbajnokság | Raymond van Barneveld | 7–5 (sz) |

1. ↑  (l) = pontszám legekben, (sz) = pontszám szettekben.

## További tornagyőzelmei
| Players Championships - Players Championship (BAR): 2015 - Players Championship (WIG): 2015 - Bousema Open: 2014 - Budapest Masters: 2023 - FCD Anniversary Open: 2023 | - Halstern Open: 2010 - Holiday Open Holland: 2014 - Irish Open: 2022 - Killarney Pro Tour: 2007 - Malta Masters: 2023 - Open Noord Nederland: 2007 - Open Rose: 2014 - Ranking Tuesday Open: 2010 - Texel Darts Trophy: 2011 - Westerlaan Open: 2010 |